# Martinus Justinus Godefriedus Veltman
Martinus Justinus Godefriedus Veltman (n. 27 iunie 1931, Waalwijk, Brabantul de Nord, Țările de Jos – d. 4 ianuarie 2021, Bilthoven⁠(d), De Bilt, Utrecht, Țările de Jos) a fost un fizician neerlandez, laureat al Premiului Nobel pentru Fizică în 1999 împreună cu Gerardus 't Hooft pentru elucidarea structurii cuantice a interacțiunii electroslabe în fizică.